# نيسدال
نيسدال (بالنرويجية: Nissedal)‏ هي بلدية في مقاطعة تلمارك، النرويج. تعد جزءاً من منطقة غرب تلمارك التقليدية. المركز الإداري للبلدية هي قرية تريونغن. وتم إنشاء بلدية نيسدال في 1 يناير 1838.